# Augusto Morales-Pino
Augusto Morales-Pino (Bogotá, 30 de noviembre de 1912 - ib, 21 de junio de 2001) fue un escritor y periodista colombiano.

## Biografía
Primeros años
Fue hijo del destacado músico colombiano Pedro Morales Pino y la guatemalteca Francisca Llerena Lambour. Sus hermanas fueron Alicia Morales Llerena, Raquel Morales Llerena y Rebeca Llerena (quien tuvo como padrino a Julio Flórez). De su padre se han escrito numerosas biografías, este se distingue por haber sido un muy virtuoso músico y promotor de la música tradicional colombiana, así como un talentoso dibujante. Otro mérito que se suele atribuir es el haber llevado por primera vez junto a su grupo, la Lira Colombiana, la música tradicional colombiana al exterior. Antes de esto, nadie había dado tanta originalidad y ejecución a sonidos como el bambuco o el pasillo, además de haberlos dotado de estatus y legitimidad, al llevar al pentagrama por primera vez esta música popular. Pedro Morales Pino, quien a su vez fue hijo de Ramón Morales y Bárbara Pino, muere de cirrosis hepática el 4 de marzo de 1926 dejando un gran legado artístico. Augusto decidió conservar el apellido del padre, añadiendo un pequeño guion entre el Morales y el Pino. Debido a la primera gira de la estudiantina de su padre, la Lira Colombiana (de la que se dice que fue accidentada, entre otras cosas porque no encontraron el trabajo ni éxito anhelados) se inició recorriendo Centroamérica para llegar finalmente a los Estados Unidos. Pedro Morales Pino viaja constantemente, encontrando una gran acogida en Guatemala en donde permanecen por más de un año con la Lira Colombiana y en donde conoce a Francisca Llerena, hija de una distinguida familia de ese país. Luego de que terminara en Estados Unidos -New York, en la exposición de Búfalo en 1901, llamada la Exposición panamericana- el músico colombiano decide volver a Guatemala en búsqueda del amor y es allí cuando contrae matrimonio con Francisca Llerena Lambour. Debido a esto, sus tres primeras hijas nacen en Guatemala, siendo Augusto el único nacido en Bogotá, al regreso de su padre a la patria en donde permaneció hasta 1917, año en que muere su esposa por una epidemia de fiebre tifoidea.
Augusto Morales-Pino nace en el centro de la ciudad, en la carrera 9 con calle 14. En sus primeros años reside con su familia en la carrera 10 con calle 18, en el barrio las Nieves, donde transcurre su infancia. Su casa ubicada a una cuadra en la que murió, años más tarde su padre, el famoso y celebrado músico. Después de la muerte de su madre, tienen lugar frecuentes viajes de la familia a Guatemala a donde Pedro Morales Pino decide volver en búsqueda de las huellas de su esposa. A pesar de que Augusto Morales-Pino tuvo una personalidad introvertida y notablemente discreta, en Guatemala inicia una serie de incursiones intelectuales y conoce a personas como Cesar Brañas, quien por entonces dirigía la sección de redacción del diario El imparcial, y quien en los años siguientes le significa una gran influencia. A sus 15 años, participó en la fundación del grupo Los Tepéus (que significa “los abuelos” en idioma Quiché) en el país centroamericano, grupo que buscaba preservar algunos de los saberes y costumbres indígenas de ese lugar. En este grupo entabla amistad con Miguel Marsicoverete, Óscar Mirón Álvarez, Gabriel Ángel Castañeda y Benjamín Paniagua. Poco tiempo después, hizo colaboraciones en artes plásticas con Valentín Abascal. Y es que, desde corta edad, tuvo cercanía con las artes gráficas, producto en parte de la estrecha relación que tuvo con su padrino, el destacado pintor colombiano y estrecho amigo de Pedro Morales Pino, Ricardo Acevedo Bernal. En los siguientes años, es plausible el talento de Augusto en el dibujo. Algunos de sus dibujos se conservan junto a los de su padre (de quien se dice que el músico “opacó” al pintor). Sin embargo, esto no implicó que Augusto abandonara la literatura. Muestra de ello es que publica en Diario de Guatemala a corta edad, una pequeña crónica llamada El pequeño bohemio (basado en una anécdota en las calles bogotanas), diario en donde trabajaban, entre otros, Enrique Muñoz Meany y el intelectual Humberto Hernández Cobos.  

Juventud
Por los años de su juventud, mediados de 1930, se sabe que una de sus entretenciones fueron los cómics o narraciones visuales, de las que sus hermanas pronto se aburrieron y empezaron a crear sus propias historias y personajes; a pesar de que estas tenían aptitud para el dibujo, se abocaron al ejercicio de recitar narraciones orales en las tardes, por 10 años aproximadamente. Algo de esa atmósfera estimuló y acompañó a Augusto Morales-Pino por años; a pesar de lidiar con adversidades económicas (pues Pedro Morales Pino nunca contó con remuneraciones suficientes) no le faltó el germen creativo de la imaginación y el espíritu artístico. Según se cuenta en el libro La gloria recobrada (González, 1994, p. 124) estando Augusto muy pequeño escribió algunas notas musicales, que poco tiempo después descubrió el maestro Pedro Morales Pino y trató de llevarlas a la guitarra. Esta composición se convirtió poco a poco en una de las más famosas y celebradas de Pedro Morales Pino. Sin embargo, fueron años difíciles para la familia no solo debido a precariedades económicas que siempre afrontó el músico Pedro Morales Pino, pese a su fama, sino a estallidos violentos en Guatemala en contra de la dictadura de Manuel Estrada Cabrera, hechos que llevaron en una ocasión a la familia Morales Pino a vivir en unas improvisadas viviendas que en realidad estaban destinadas a usarse como Barracas. 
A pesar de que con Los Tepéus quisieron viajar, sus limitados recursos no lo permitían; es por eso que Augusto Morales-Pino decide viajar sin dinero en un largo camino por ferrocarril a El Salvador, a enfrentarse cara a cara con la realidad, en parte para escapar del acorralamiento de los trabajos relacionados con el comercio. En 1928 inicia su colaboración en periódicos y revistas centroamericanas. En 1931, durante su pequeña estadía en El Salvador, forma parte del periódico de corte liberal llamado Patria fundado por Alberto Masferrer. Poco tiempo después, en Guatemala, formó parte de la redacción de El imparcial -en donde publicó sus primeros cuentos-, periódico que fundara Alejandro Córdoba y Porfirio Barba Jacob, a quien Augusto ya había leído en Guatemala gracias a pensadores como Jacinto Castellanos Rivas y Alberto Guerra Trigueros, quien fue una de las personas que llevaron al escritor bogotano explorar e interesarse por el ocultismo. Por estos años, a pesar de que no logra publicar su libro de cuentos llamado Cuentos oscuros, se entera, con gran sorpresa, que uno de ellos es reproducido en el Diario de la marina de Cuba. Es relevante, entonces, la importancia que tuvo para la formación del escritor sus jóvenes años en Guatemala y Centroamérica. Formando parte de un grupo de intelectuales centroamericanos en San Salvador, Morales-Pino se interesa en la poesía latinoamericana, gracias a poemas que luego se convirtieron en todo un emblema como “Canción de la vida profunda”, de su compatriota Porfirio Barba Jacob. Su experiencia en esta región también lo llevó a conocer al cuentista Salvador Salazar (también interesado en el ocultismo) a quien Morales-Pino admiró mucho y quien ejerció gran influencia en su labor literaria. Uno de los cuentos de Salarrué (seudónimo con el que se ha conocido a Salvador Salazar) llamado La brusquita, es justamente el nombre de la segunda parte de una de las novelas de Augusto Morales-Pino: Cielo y asfalto. Este trabajó en la revista Patria con sus dos amigos salvadoreños, mientras vivía en San Salvador en medio de desórdenes públicos (ocasionados por las revoluciones comunistas en contra de las dictaduras de estos años en Centroamérica) gracias al alojamiento que le permitieron en una habitación olorosa a tinta de imprenta. Es de resaltar el grado de confianza que Guerra Trigueros y Salarrué depositaron en Morales-Pino, siendo este mucho menor que ellos. Estos terminaron de afianzar, como si fuera poco, la convicción de Morales-Pino por la escritura. Por esos años son reproducidas varias de sus prosas líricas en el Almanaque Bristol, a la par que se iba acrecentando su destreza en las labores periodísticas. Años más tarde, ya en Colombia, El Tiempo publica su cuento Esperanza, que trata de esos días caóticos de El Salvador en los que, en medio de la pobreza latina que se acumulaba allí -por las condiciones de sobrepoblación de ese país y por los levantamientos violentos de los revolucionarios indígenas que eran perseguidos por el poder-, una noche el rumor del estallido de una revuelta llevó a la gente a tomar precauciones drásticas. Por esta razón, a Morales-Pino se le ofreció pernoctar en la casa de la familia Turcios, contigua a la de Guerra Trigueros -y gracias a este, que vivía en ella por temporadas-, casa en la que se hallaba esa noche la hermana del poeta Rubén Darío. 

Adultez
En los siguientes años, mientras sus hermanas se seguían afianzando en Guatemala, logrando vivir cada vez con más comodidad, Augusto Morales-Pino quiso encaminarse en una excursión -con un amigo peruano que conoció en algún vagón que atravesaba la frontera hacia ese país- hacia México, con expectativas de quedarse allí un tiempo cautivado con las maravillas que este país podía ofrecerle. Pero tal cosa no se dio por dos razones. Una de ellas, su precaria economía; la segunda, las respuestas poco sólidas que ofreció a las autoridades (con su evidente juventud) como argumento para ingresar al país mexicano. Su compañero de viaje mostraba conductas sospechosas, y es que, en efecto, se trataba de un famoso delincuente centroamericano, descubrimiento sorpresivo para Morales-Pino que tuvo lugar posteriormente. Menguada su sed de viajero, vuelve a Guatemala donde intenta conseguir de nuevo un puesto en El imparcial, sin embargo, poco tiempo después, convencido de la incomodidad que podía generar con su regreso a la casa de sus hermanas (pues se daba el crecimiento y expansión de la familia a causa del matrimonio de estas) Augusto Morales-Pino considera su regreso a la tierra natal. 
En 1933 regresa a Bogotá y decide enviarle una carta con su poema Delirio de las mujeres olvidadas a José Umaña Bernal, que a los ocho días aparece publicado en El Tiempo. Empieza a ser consciente de la atmósfera política agitada que hay en el país, por la tensión entre conservadores y liberales, que tenía como escenario una sociedad colombiana que adquiría consciencia y asombro ante la aparición de novedosos medios de comunicación como el radio, y sus implicaciones. Sin embargo, ocupa luego un puesto de redactor, esta vez en El diario Nacional. Algunas de las referencias de estos años se pueden encontrar en su proyecto novelístico más ambicioso que llamó Los de en medio (1967). Por ese entonces, conoce a personajes de la cultura colombiana como Hernando Téllez, y acontece que uno de sus cuentos, Vagón de primera, es incluido en la Antología del cuento bogotano, de Eduardo Pachón Padilla, editada por el Ministerio de Educación Nacional (1980). Estos años fueron para él una expresión de la abrumadora monotonía de las labores periodísticas. Es entonces cuando se manifiesta en él la influencia de Cesar Brañas, quien fue para Morales-Pino una especie de sacerdote de la profesión de periodista, haciendo más llevadera su labor.
A pesar del carácter tímido y discreto que Augusto Morales-Pino tuvo toda su vida, una importante etapa en su formación intelectual fue su regreso a Bogotá, cuando conoce a Plinio Mendoza Neira, quien por entonces hacía negociaciones para adquirir y editar El Diario Nacional y que lo acogió -gracias al amor y admiración profesadas a su padre-, y de quien el escritor comenta que hizo posible, gracias a su ejemplo, que hubiera logrado publicar 21 libros. Mendoza Neira, más que un liberal, fue un gran impulsor de publicaciones culturales en el país que estuvo rodeado por notables escritores e intelectuales como Arturo Camacho Ramírez, Jorge Rodríguez Páramo y Darío Achury Valenzuela, este último con quien trabajó Augusto en colaboración de la redacción del Diario Nacional, en una época en la que el periódico pasaba por un momento de transición y nadie se preocupaba mucho por él. 
Durante su participación en el Diario Nacional aparece la exitosa sección de análisis político Sábado, dirigida por Mendoza Neira, que tuvo una buena acogida por el público bogotano. Además, Augusto Morales-Pino sostenía una sección propia: El cara y sello de las ideas, en donde se exploraban algunas de las nuevas propuestas artísticas, dándole cabida por primera vez a proyectos novelísticos como el de José Antonio Lizarazo Osorio. Es también por esa época y gracias a su labor que conoce al poeta Rafael Maya, quien por entonces estimulaba el trabajo literario en los jóvenes escritores, algunos de los cuales, como Eduardo Carranza y Arturo Camacho Ramírez, formaron luego el movimiento Piedra y cielo. Rafael Maya trabajaba en El país, periódico en el cual aparecieron La ciudad y otros poemas de Augusto Morales-Pino. Y es que, como artesano infatigable de la escritura que fue Augusto Morales-Pino, no es raro que ya por el año 1936 haya aparecido publicado su primer libro de poemas titulado Anclas rotas. Su amigo Jorge Artel comentó, entre otras cosas, que se trataba de algo desconocido, porque era poesía producida por un escritor colombiano, pero concebida y escrita en Centroamérica. Sin embargo, esta afirmación no parece haber tenido mucha relevancia, en parte porque el mismo Morales-Pino comenta que algunos de los poemas más celebrados, como La carta, habían sido hechos en Colombia y elogiados espontáneamente por León de Greiff, según le cuenta en alguna ocasión a Eduardo Zalamea Borda. Augusto Morales-Pino fue un gran conocedor de la literatura universal, sin embargo, en gran parte de su escritura se evidencia la influencia narrativa que dejaron en él novelistas norteamericanos como John Dos Passos o William Faulkner.
Por esos años el país, influenciado por Estados Unidos, entra en interacción con nuevos sistemas de cómputo que enfrentaban las necesidades numéricas de entonces y que apostaban (con empresas como IBM) por la mecanización y simplificación operaciones de este tipo. Mientras tanto, el periodismo se fue convirtiendo para él en algo cada vez más monótono y mal remunerado. En dicho momento Augusto Morales-Pino se vincula con este tipo de vida laboral, el de la estadística, obteniendo un certificado de experto. Por este trabajo lo envían a Nariño en donde permanece dos años. Posteriormente es expulsado junto con tres empleados más de forma injustificada. Gracias a colaboradores y amigos, logra vincularse al Banco de la República donde trabaja como jefe del departamento de estadística. Augusto Morales-Pino mostró, al igual que su padre, tendencias liberales. Algún tiempo después de su trabajo con el Banco de la República, el partido conservador toma el poder y el escritor se siente incómodo con su rol, debido a lo cual renuncia a su cargo e ingresa a trabajar en la ESSO colombiana. Sin embargo, es a lo largo de estos años que su proyecto narrativo se consolida. Paulatinamente, publica (con la ya desaparecida imprenta Kelly) algunas de sus novelas y libros de cuentos. Algunas de estas, como Humo (1972) y La agonía de la abuela y el Chevrolet azul y blanco -con la que es finalista del premio Barral, en Barcelona, en 1972- van apareciendo como resultado de su inquebrantable fe en la escritura. 
Su proyecto narrativo está íntimamente ligado a los frecuentes recorridos e impresiones que generó para Morales-Pino el centro histórico de la ciudad bogotana, pues Augusto fue un gran observador de esta. Fue un aficionado al ajedrez y a las tertulias de entonces. En los paseos cotidianos que se permitía, debido a la atracción ineludible que estas calles le generaban, se abocó al laborioso trabajo de trasladar muchas de sus experiencias de la ciudad a las páginas, en las que está cifrado un universo creativo autónomo. Según comenta Augusto Morales-Pino, hubo un pensamiento de su padre que nunca lo abandonó: “Nada resiste a la imaginación, guiada por la inteligencia”.       
Madurez
A sus 46 años, por 1956, Augusto Morales-Pino sufre un accidente cerebrovascular que le ocasiona problemas considerables en su motricidad, quedando parte de su cuerpo paralizado. Parte de estas experiencias son descritas en su novela Días en blanco (1958). Por esos años, Augusto ya había formado una familia con doña Sofía Sorzano, con quien tuvo a Eugenia Morales de Velasco y Pedro Morales Sorzano. Pero nada de esto hizo que dejara de escribir. La madurez del escritor se caracterizó, en parte, por la concepción devaluada del periodismo, pues pensaba que no le ofrecía la libertad siempre renovadora que le era indispensable a su universo narrativo. Luego de muchos libros publicados gracias a su propia financiación, aparece el primer y único editado por agentes externos, en 1991, titulado El hermafrodita, novela publicada por la editorial Plaza y Janés. Ya hacia el final de su vida, el retiro y la concentración permean su obra. Por estos años se traslada su domicilio al norte de la ciudad, donde crecen y se independizan sus hijos, cuya etapa se ve trabajada en la cuarta y última aparición de Los de en medio: Los hijos (que dedica Morales-Pino a Bogotá en sus 450 años), época en que más goza el autor de circunstancias favorables para su creatividad, que toda su vida luchó por conseguir. En estos años el énfasis creativo de Morales-Pino se vuelca de nuevo en la ciudad y en los cambios vertiginosos de costumbres que se dan en las últimas décadas del siglo XX - debido a cambios tecnológicos y a la expansión de la urbe-, hechos que se entrelazan con sus ficciones y el resto de sus libros. En sus últimos años Augusto Morales-Pino sufre un segundo accidente cerebrovascular que lo conmina a la inmovilidad de su cuerpo, por lo cual tiene que ser internado en el hospital. Poco después sufre una neumonía que acaba con su vida a los 89 años.

## Premios
- Finalista "Premio Biblioteca Breve" (1972).

## Obra

### Poesía
- La canción de Ben-omar (Bogotá, Kelly, 1950). Ilustraciones de Joaquín González Gutiérrez.
- Anclas rotas (Bogotá, Talleres la impresora, 1965).

### Novela
- Los de en medio: Infancia (Pasto, Colombia; Imprenta del departamento de Nariño, 1938).
- El pequeño señor García (Bogotá, Kelly, 1947).
- Días en blanco (Bogotá, Kelly, 1957).
- Los de en medio: primera parte (Infancia) y segunda parte (Matucha), (Bogotá, Kelly, 1960).
- La confesión y El venado de oro (Bogotá, Kelly, 1961).
- Redoblan los tambores: novela basada en la vida de Policarpa Salavarrieta, (Bogotá, Kelly, 1964).
- Cielo y asfalto (Bogotá, Kelly, 1965).
- Los de en medio: tercera parte (Los intelectuales), (Bogotá, Kelly, 1967).
- Una noche de septiembre (Bogotá, Kelly, 1969).
- Requiem por un corazón: primera novela sobre un trasplante de corazón (Bogotá, Kelly, 1970).
- La agonía de la abuela y el Chevrolet azul y blanco (Bogotá, Kelly, 1975).
- El tiempo del ruido (Bogotá, Kelly, 1977).
- La peste de Santos Gil (Bogotá, Kelly, 1981).
- El Moxa: novela Chibcha (Bogotá, Kelly, 1984).
- Los de en medio: cuarta parte (Los hijos), (Bogotá, Kelly, 1987).
- El hermafrodita (Bogotá, Plaza & Janes, 1991). ISBN 958-14-0212-8

### Cuento
- Cuentos de América (Bogotá, Editorial Luz, 1944).
- Niebla en la Sabana  (Bogotá, Kelly, 1955).
- Humo (Bogotá, Kelly, 1972).